# Paul et Lana Sebastian
Paul & Lana Sebastian est un duo de compositeurs français d'origine iranienne et arménienne, composé d'un frère et d'une sœur. Le duo est principalement connu pour avoir contribué à plusieurs succès de la chanson française et internationale dans les années 1970 et 1980.

## Biographie
Evelyne Andrians, dite Lana Sebastian, est née le 22 juin 1947 à Téhéran, en Iran. Son frère, Andrias Andrians, dit Paul Sebastian, est né le 8 août 1944 à Téhéran et est décédé le 6 mars 2006 dans le 10e arrondissement de Paris,.
Nés au sein d'une famille arménienne, Paul et Lana Sebastian grandissent en Iran avant d'être envoyés en Suisse pour poursuivre des études musicales au Conservatoire de Genève. Si Lana s'oriente vers le piano, Paul développe une passion pour la guitare, qu'il préfère à l'instrument initialement prévu.
Après avoir terminé leurs études, le frère et la sœur décident de s'installer à Paris, où ils commencent leur carrière dans la chanson. Paul et Lana composent alors pour plusieurs artistes français de renom, devenant ainsi des figures incontournables de la scène musicale des années 1970 et 1980.

## Compositeurs et producteurs
Par la suite, Paul & Lana Sebastian forment un trio avec la parolière Michaële. Ensemble, ils composent plusieurs succès pour de nombreux artistes francophones et internationaux et fondent le label « Boona Music » et se verront décerné en 1983, le prix Rolf Marbot par la SACEM. Parmi leurs compositions les plus marquantes :
- Karen Chéryl: Seule
- Dalida : Chanteur des années 80, Le temps d'aimer, Pour en arriver là, Gigi l'amoroso[6]
- Christian Delagrange: Joanna, L'important c'est toi et moi
- Claude François : Je viens dîner ce soir
- Hugues Hamilton : Totalement fou d'elle
- C.Jérôme: J'T'aime, Eve et moi
- Madleen Kane : Rough Diamond[7],Forbidden Love et You and I[8],Cherchez pas[9]
- Jean-Luc Lahaye : Femme que j'aime, Appelle-moi Brando.
- Leonore O'Malley : First… Be a Woman[10], By the Way, Now (The Best Thing That Ever Happened)[11]
- Mireille Mathieu : Emmène-moi demain avec toi[12]
- Petit Matin: Je suis amoureux d'elle
- Ringo: Accepte moi, Une bague, un collier, Fille sauvage
- Santiana (Jean-Pierre d'Amico) : Je t'avais juré de t'aimer, Petite femme, Miss América, Mal d'amour Mal de toi, Et pourtant je t'aime
- Shake : Angel, La fille que je préfére
- Sheila: Le couple, Tu est le soleil, Ne fais pas tanguer le bateau
- Sheila et Ringo : Les Gondoles à Venise[13]
- Theo Vaness : Sentimentally It's You[14]
- Hervé Vilard: Champagne

### Sous le nom de Yar et Yana
Singles :
- Le Thé / Donne-moi la main / Combien de fois ? / Je marche dans la ville, 1968

### Sous le nom de Today's People
Albums :
- He, 1974

Singles:
- He, I Didn't Know, 1973
- I Belong, Come Back To Save Us, 1974
- S.O.S. (All We Need Is Time For Love), She Loves Me, 1975